# ミックスファイト
ミックスファイトは、通常性別によって分けられているプロレスと格闘技において、性別を混ぜた組み合わせで行われる試合形式の名称。ミックスマッチ、ミクスドマッチとも呼ばれる。

## プロレスと格闘技におけるミックスファイト
女子プロレスがインディー団体に合流してサーキットを行う場合にミックスファイトが組まれる場合がある。また、JTOなど男女混合団体ではほぼ常時組まれる。一方、工藤あづさ等のニューハーフをギミックとして使う男子レスラーと女子レスラーが戦う場合、ミックスファイトと呼ばれることもあるが、LLPWの第1期グラマーエンジェルス（葉千子・麗香）などのように日常生活でも女装している場合、そう呼ばれないこともある。一方、VENYなどトランスジェンダーレスラーについては試合による。
ミルドレッド・バークら女子プロレスラーが誕生した当時のアメリカでは女子レスラーが少なかったため、男子との試合がsしばしば組まれていた。
1990年10月26日、岐阜県美濃市体育館でのFMWの興行において行われた、ターザン後藤&デスピナ後藤VSリッキー・フジ&工藤めぐみ戦が、日本国内で初めて行われたミックスファイトとされている。なお、FMW以前にも全日本プロレス協会、国際プロレスが女子部を設けていたが、女子のみの試合を興行に挿入するのみでミックスファイトとしての試合は組まれなかった。また、一時期の大日本プロレスのように女子部を設置していてもミックスファイトをほとんど行わなかった場合もある。特に大日本は、この女子部の失敗と2008年に発生した不祥事の影響から、女性問題に発展する事を避ける為、大日本所属選手のミックスファイトは他団体参戦も含め基本的に認めない方針を固めている。
北米では州の法律で男子vs女子の試合を禁止している州も存在する。WWEで2003年10月19日のPPV興行ノー・マーシー（メリーランド州ボルチモア・ファースト・マリナー・アリーナ大会）で行われたビンス・マクマホンvsステファニー・マクマホンの試合がメリーランド州の法律に違反し、罰金刑に処された事例もある。
2000年頃から女子プロレス団体・NEO女子プロレスが積極的に取り入れていた時期もある。男子メジャーの新日本プロレスでもWWFを退団したジョーニー・ローラーが2002年9月にミックスファイトを戦ったことがある。さらに全日本女子プロレスでも2003年5月の35周年記念・横浜アリーナ大会で金本浩二・大向美智子組対魔界4号・A・コング組が組まれた。
2005年11月のどすこいプロレスプレ旗揚げ戦は国内プロレス史上初となる全試合ミックスファイトで行われた。
2007年2月LLPW・両国国技館大会においてハーレー斉藤とイーグル沢井のデビュー20周年記念試合は、ハーレー斉藤・天龍源一郎組対イーグル沢井・北原光騎組で行われた。
2008年以降は全日本プロレスでもミックスファイトが組まれるようになった。
ミックスファイトが始まった頃は男対男、女対女の対戦がルールで厳格に決められており、試合の流れで二人がかりの攻撃する際にも男子レスラーが女子レスラーを攻撃しない事が暗黙で決められていたが、現在では男子レスラーが女子レスラーを攻撃することは珍しいことではなくなり、男女シングルマッチなど性別を超えたマッチメイクも行われるようになった。
メキシコプロレス（ルチャリブレ）ではミックスファイトが頻繁に組まれる団体が多く、中でもAAAでは男女混合タッグのタイトルも存在するほどである。
世界最大の団体であるWWEにおいても、2018年よりWWE Mixed Match Challengeが開催されている。

### スタイル
- プロレス風
- 何でもあり（バーリトゥード）
- ボクシング

### ミックスファイトが行われる主な団体、プロモーション
- DDTプロレスリング
- 2AW
- 暗黒プロレス組織666
- 琉球ドラゴンプロレスリング
- アイスリボン
- プロレスリング我闘雲舞
- WWE
- インパクト・レスリング
- ROH
- CMLL
- AAA

## キャットファイトのバリエーションとしてのミックスファイト
通常女性同士で行われるキャットファイトで、男性を混ぜて行う、あるいは男性を対戦相手として行う場合、ミックスファイトと呼ばれる。キャットファイトビデオでは女性同士のファイトに違和感を持つ初心者向けのものもあれば、ドミネーションに重きを置いたSMに寄った形態のものでも多く見られる。また、プロレス・格闘技におけるミックスファイトに見られない女相撲スタイルのものも存在する。